# Hechos y Crónicas (revista)
Hechos y Crónicas es una revista colombiana de orientación cristiana de circulación mensual cuyo primer número salió en noviembre de 2010, nacida a raíz del éxito del programa de televisión homónimo que se emite desde 1995.
El fundador de la publicación es el pastor Darío Silva Silva y su director general es Augusto Calderón Díaz.

## Secciones
La revista dispone de dos ejes temáticos que son las Noticias, en los cuales algunos se muestran en la portada y se refieren a la actualidad nacional e internacional en los ámbitos cristiano y secular. 
- Noticielo: Interés general
- Biblos: Actualidad internacional
- Hechos: Acontecimientos cristianos
- Crónicas: Acontecer político
- Jueces: Acontecer del derecho
- Números: Cifras económicas
- Buenas noticias: Lo reciente del mundo cristiano

El otro eje es el de cultura y entretenimiento con enfoque más ameno, ético y moral para todo público.
- Timoteo´s: Enfoque juvenil e infantil
- Lucas M.D.: Temas de salud
- Ester: Temas de la mujer
- Arca: Artistas cristianos
- Estadio: Temática deportiva
- Edén: Medio ambiente
- Casa2: Familia

En la revista, también contiene la historieta de Yisus, que muestra a su personaje central Jesucristo aplicado al contexto actual, así como la sección de opinión en la que participan tanto el fundador y el director de la revista como columnistas invitados.
Algunos nombres de las secciones se basaron en los nombres de personajes y libros de la Biblia.